# Codesseiro
Codesseiro é uma povoação portuguesa sede da Freguesia de Codesseiro do Município da Guarda, freguesia com 9,62 km² de área e 160 habitantes (censo de 2021), tendo, por isso, uma densidade populacional de 16,6 hab./km².
Foi vila e sede de concelho entre 1519 e o início do século XIX. O concelho tinha apenas uma freguesia e, em 1801, 357 habitantes. Após a extinção, a freguesia passou a pertencer ao concelho de Jarmelo, onde permaneceu até à extinção deste em 31 de Dezembro de 1853, após o que passou a integrar o concelho (atual município) da Guarda.
A esta freguesia pertencem os lugares de: 
- Carvalhal
- Codesseiro
- Gonçalveiros
- Pai Viegas
- Salgueiro

## Demografia
A população registada nos censos foi:
| Distribuição da População por Grupos Etários | Distribuição da População por Grupos Etários | Distribuição da População por Grupos Etários | Distribuição da População por Grupos Etários | Distribuição da População por Grupos Etários |
| -------------------------------------------- | -------------------------------------------- | -------------------------------------------- | -------------------------------------------- | -------------------------------------------- |
| Ano                                          | 0-14 Anos                                    | 15-24 Anos                                   | 25-64 Anos                                   | > 65 Anos                                    |
| 2001                                         | 34                                           | 28                                           | 91                                           | 63                                           |
| 2011                                         | 26                                           | 23                                           | 106                                          | 50                                           |
| 2021                                         | 14                                           | 17                                           | 72                                           | 57                                           |

## Património
- Igreja Matriz de Codesseiro
- Capela de São João Baptista
- Capela da Senhora das Necessidades
- Capela da Senhora da Saúde